# روبرت دودز
روبرت دودز هو طيار كندي، ولد في 11 مارس 1893 في Stoney Creek, Ontario ‏ في كندا، وتوفي في 8 أكتوبر 1980 في هاميلتون في كندا.